# Wilbert Awdry
Wilbert Vere Awdry (Ampfield, 15 de junho de 1911 — Rodborough, 21 de março de 1997), foi um pastor anglicano, ferromodelista e escritor de livros infantis britânico. Mais conhecido como o autor dos livros "The Railway Series" que deram origem à série de televisão Thomas e Seus Amigos, Awdry também foi condecorado com a Ordem do Império Britânico.

## Biografia
Filho de um clérigo, foi educado em Oxford e ordenado pastor da Igreja da Inglaterra em 1936.
Os personagens que tornariam Awdry famoso foram criados em 1943 para entreter seu filho Christopher durante uma epidemia de sarampo. Após Awdry escrever, "The Three Railway Engines", Christopher pediu-lhe um modelo do personagem Gordon. Achando difícil a tarefa, Awdry criou um modelo de locomotiva e pintou de azul. Christopher batizou o modelo de Thomas. Daí em diante iniciou-se, a pedido do menino, uma série de histórias sobre Thomas que foram publicadas inicialmente em 1946 no livro "Thomas the Tank Engine".
O primeiro livro "The Three Railway Engines", foi publicado em 1945 e, em 1972, quando Awdry parou de escrever, a série contava com 26 títulos. Christopher, mais tarde, daria continuidade à série. Awdry também foi criado uma ilha, chamada Sodor, como a locação das suas histórias.